# Digby Willoughby
Pour les articles homonymes, voir Willoughby.
Digby Willoughby (1845-4 juin 1901) est un aventurier britannique qui s'installa à Madagascar lors des premières opérations de conquête françaises à la fin du XIXe siècle.

## Biographie
En 1884, il obtint la confiance du premier ministre Rainilaiarivony, qui le nomma général des forces armées malgaches. Bien réduite, l'armée malgache portera sous son administration ses effectifs à plus de 20 000 soldats et combattra pendant plus de deux ans l'occupant français (1883-1885).
Après la guerre, il est envoyé auprès du gouvernement britannique afin d'y obtenir un soutien du Royaume-Uni afin de continuer la résistance à l'annexion française. Cordialement reçu à Londres, ses avis ne seront pas entendus en raison de sa citoyenneté britannique, la diplomatie britannique refusant de considérer qu'un de ses nationaux puisse représenter une nation étrangère. Après que les forces armées malgaches eurent été officiellement dissoutes, il passa en Rhodésie où il s'illustra dans la campagne de guerre contre les Matabeles où il combattit à leurs côtés.
Willoughby est mort le 4 juin 1901